# مرسى أم موريكا
مرسى أم موريكا هو مرسى على البحر الأحمر يقع في جنوب سيناء على بعد 4.3 كم شرق شرم الشيخ، يبعد مرسى أم موريكا عن القاهرة بنحو 400 كم، ويرتفع عن مستوى سطح البحر بمقدار كيلومتر واحد. وأعلى نقطة به هي جبل قايدة الذي يبلغ ارتفاعه 481 م ويقع على بعد 7.5 كم شمال مرسى أم موريكا.
| مخطط المناخ مرسى أم موريكا | مخطط المناخ مرسى أم موريكا | مخطط المناخ مرسى أم موريكا | مخطط المناخ مرسى أم موريكا | مخطط المناخ مرسى أم موريكا | مخطط المناخ مرسى أم موريكا | مخطط المناخ مرسى أم موريكا | مخطط المناخ مرسى أم موريكا | مخطط المناخ مرسى أم موريكا | مخطط المناخ مرسى أم موريكا | مخطط المناخ مرسى أم موريكا | مخطط المناخ مرسى أم موريكا |
| --- | -------------------------- | -------------------------- | -------------------------- | -------------------------- | -------------------------- | -------------------------- | -------------------------- | -------------------------- | -------------------------- | -------------------------- | -------------------------- |
| 01 | 02                         | 03                         | 04                         | 05                         | 06                         | 07                         | 08                         | 09                         | 10                         | 11                         | 12                         |
| 4 22 11 | 3 24 13                    | 17 29 16                   | 3 33 18                    | 22 36 21                   | 18 38 23                   | 16 41 27                   | 16 41 28                   | 15 39 26                   | 6 34 24                    | 9 30 19                    | 12 24 14                   |
| متوسط درجة-الحرارة °س مجاميع الهطل مم |                            |                            |                            |                            |                            |                            |                            |                            |                            |                            |                            |
| بالوحدات الإنكليزية \| 01 \| 02 \| 03 \| 04 \| 05 \| 06 \| 07 \| 08 \| 09 \| 10 \| 11 \| 12 \| \| 0.2 72 52 \| 0.1 75 55 \| 0.7 84 61 \| 0.1 91 64 \| 0.9 97 70 \| 0.7 100 73 \| 0.6 106 81 \| 0.6 106 82 \| 0.6 102 79 \| 0.2 93 75 \| 0.4 86 66 \| 0.5 75 57 \| \| متوسط درجة-الحرارة °ف مجاميع الهطول ″ \| \| \| \| \| \| \| \| \| \| \| \| |                            |                            |                            |                            |                            |                            |                            |                            |                            |                            |                            |
| 01 | 02                         | 03                         | 04                         | 05                         | 06                         | 07                         | 08                         | 09                         | 10                         | 11                         | 12                         |
| 0.2 72 52 | 0.1 75 55                  | 0.7 84 61                  | 0.1 91 64                  | 0.9 97 70                  | 0.7 100 73                 | 0.6 106 81                 | 0.6 106 82                 | 0.6 102 79                 | 0.2 93 75                  | 0.4 86 66                  | 0.5 75 57                  |
| متوسط درجة-الحرارة °ف مجاميع الهطول ″ |                            |                            |                            |                            |                            |                            |                            |                            |                            |                            |                            |

| 01                                    | 02        | 03        | 04        | 05        | 06         | 07         | 08         | 09         | 10        | 11        | 12        |
| 0.2 72 52                             | 0.1 75 55 | 0.7 84 61 | 0.1 91 64 | 0.9 97 70 | 0.7 100 73 | 0.6 106 81 | 0.6 106 82 | 0.6 102 79 | 0.2 93 75 | 0.4 86 66 | 0.5 75 57 |
| متوسط درجة-الحرارة °ف مجاميع الهطول ″ |           |           |           |           |            |            |            |            |           |           |           |